# Kup Srbije 2020-2021
La Kup Srbije u fudbalu 2020-2021 (in cirillico Куп Србије у фудбалу 2020-2021, Coppa di Serbia di calcio 2020-2021), è stata la 15ª edizione della Kup Srbije, iniziata il 9 settembre 2020 e terminata il 25 maggio 2021. La Stella Rossa ha conquistato il trofeo per la quarta volta nella sua storia.

## Formula
La formula è quella dell'eliminazione diretta, in caso si parità al 90º minuto si va direttamente ai tiri di rigore senza disputare i tempi supplementari (eccetto in finale). Gli accoppiamenti sono decisi tramite sorteggio; in ogni turno (eccetto le semifinali, dove il sorteggio è libero) le "teste di serie" non possono essere incrociate fra loro.
La finale si disputa di regola allo Stadio Partizan di Belgrado; se i finalisti sono Partizan e Stella Rossa si effettua un sorteggio per decidere la sede; se i finalisti sono Partizan ed un'altra squadra si gioca allo Stadio Rajko Mitić ("casa" della Stella Rossa).

### Calendario
| Turno                | Numero di incontri | Squadre | Entrano a questo turno                                                                            | Date             |
| -------------------- | ------------------ | ------- | ------------------------------------------------------------------------------------------------- | ---------------- |
| Turno preliminare    | 5                  | 37 → 32 | ultime 5 classificate della Prva Liga Srbija 2019-2020 5 squadre vincenti le coppe regionali      | 9 settembre 2020 |
| Sedicesimi di finale | 16                 | 32 → 16 | 16 squadre della Superliga serba 2019-2020 prime 11 classificate della Prva Liga Srbija 2019-2020 | 21 ottobre 2020  |
| Ottavi di finale     | 8                  | 16 → 8  | –                                                                                                 | 25 novembre 2020 |
| Quarti di finale     | 4                  | 8 → 4   | –                                                                                                 | 11 marzo 2021    |
| Semifinali           | 2 + 2              | 4 → 2   | –                                                                                                 | 21 aprile 2021   |
| Finale               | 1                  | 2 → 1   | –                                                                                                 | 25 maggio 2021   |

## Turno preliminare
Viene disputato dalle ultime 5 classificate della Prva Liga Srbija 2019-2020 e dalle 5 vincitrici delle coppe regionali.
| Squadra 1         | Risultato       | Squadra 2           |
| ----------------- | --------------- | ------------------- |
| 9 settembre 2020  |                 |                     |
| IMT Belgrado      | 2 – 0           | Budućnost Dobanovci |
| Jedinstvo Rumenka | 4 – 1           | Zemun               |
| Mokra Gora        | 1 – 1 (4-6 dtr) | Smederevo           |
| Sloga Majdevo     | 0 – 10          | Trajal Kruševac     |
| Sušica            | 2 – 0           | Sinđelić Belgrado   |

## Sedicesimi di finale
Viene disputato dalle 5 vincitrici del turno preliminare, dalle prime 11 classificate della Prva Liga Srbija 2019-2020 e dalle 16 squadre della Superliga 2019-2020.
| Squadra 1         | Risultato       | Squadra 2           |
| ----------------- | --------------- | ------------------- |
| 20 ottobre 2020   |                 |                     |
| Napredak Kruševac | 2 – 1           | Žarkovo             |
| 21 ottobre 2020   |                 |                     |
| Mačva Šabac       | 1 – 2           | Metalac             |
| Voždovac          | 2 – 2 (4-2 dtr) | Grafičar Belgrado   |
| IMT Belgrado      | 2 – 1           | Inđija              |
| Jedinstvo Rumenka | 0 – 2           | Vojvodina           |
| Kabel Novi Sad    | 3 – 4           | Radnik Surdulica    |
| Mladost Lučani    | 3 – 0           | Dinamo Vranje       |
| Novi Pazar        | 1 – 3           | Čukarički           |
| Rad Belgrado      | 0 – 0 (5-3 dtr) | Kolubara            |
| Radnički Pirot    | 0 – 2           | Proleter Novi Sad   |
| Smederevo         | 1 – 2           | Radnički Niš        |
| Sušica            | 0 – 2           | Spartak Subotica    |
| Trajal Kruševac   | 0 – 2           | TSC Bačka Topola    |
| Partizan          | 2 – 0           | Bačka B. Palanka    |
| Javor Ivanjica    | 2 – 1           | Radnički Kragujevac |
| 16 novembre 2020  |                 |                     |
| Stella Rossa      | 4 – 2           | Zlatibor Čajetina   |

## Ottavi di finale
| Squadra 1         | Risultato       | Squadra 2         |
| ----------------- | --------------- | ----------------- |
| 25 novembre 2020  |                 |                   |
| IMT Belgrado      | 2 – 1           | Radnički Niš      |
| Javor Ivanjica    | 1 – 1 (0-3 dtr) | Voždovac          |
| Radnik Surdulica  | 2 – 2 (4-2 dtr) | Čukarički         |
| Spartak Subotica  | 1 – 1 (4-2 dtr) | Mladost Lučani    |
| TSC Bačka Topola  | 2 – 0           | Napredak Kruševac |
| Metalac           | 0 – 1           | Partizan          |
| 26 novembre 2020  |                 |                   |
| Proleter Novi Sad | 0 – 2           | Vojvodina         |
| 18 dicembre 2020  |                 |                   |
| Rad Belgrado      | 1 – 2           | Stella Rossa      |

## Quarti di finale
| Squadra 1        | Risultato       | Squadra 2        |
| ---------------- | --------------- | ---------------- |
| 11 marzo 2021    |                 |                  |
| TSC Bačka Topola | 1 – 1 (3-4 dtr) | Radnik Surdulica |
| Spartak Subotica | 1 – 2           | Vojvodina        |
| Partizan         | 4 – 0           | Voždovac         |
| 30 marzo 2021    |                 |                  |
| Stella Rossa     | 3 – 0           | IMT Belgrado     |

## Semifinali
| Squadra 1      | Risultato | Squadra 2        |
| -------------- | --------- | ---------------- |
| 21 aprile 2021 |           |                  |
| Stella Rossa   | 2 – 1     | Radnik Surdulica |
| Vojvodina      | 0 – 1     | Partizan         |

## Finale
| Arbitro: | Srđan Jovanović |

|                               |                      |                                         |
| Rodić Pankov Krstović Nikolić | Tiri di rigore 4 – 3 | Natkho Živković Stevanović Jojić Štulić |